# Халл, Эдит Мод
Эдит Мод Халл (англ. Edith Maud Hull; урождённая Гендерсон, англ. Henderson; 16 августа 1880 ― 11 февраля 1947) ― британская писательница и автор мемуаров. Писала в жанре любовного романа. Самым известным её произведением стал роман «Шейх», опубликованный в 1921 году и сразу ставший бестселлером.

## Личная жизнь
Родилась 16 августа 1880 года в квартале Хэмпстед города Лондона. Была дочерью Кети Торн и Джеймс Хендерсона, ливерпульского судовладельца родом из Нью-Йорка. В детстве много путешествовала вместе с родителями, посетила в том числе Алжир: в этой стране и разворачиваются сюжеты её произведений. 
В 1899 году Эдит вышла замуж за Перси Уинстенли Халла, инженера-строителя и свиновода. Пара переехала в поместье Халла в Дербишире в начале 1900-х годов. У них родилась дочь Сесиль Уинстенли.
Писательница была закрытым человеком и не искала внимания прессы. Она умерла в возрасте 66 лет, 11 февраля 1947 года в городе Хазелвуд, Дербишир.

## Писательская карьера
Халл начала писать во время того, как её муж воевал в Первой мировой войне. Шейх, первое её произведение, был опубликован в Англии в 1919 году и очень быстро завоевал мировую популярность, попав в десятку самых продаваемых в Америке за годы 1921 и 1922 годы. Всего было продано более 1,2 миллионов копий по всему миру. В 1921 году Paramount Pictures была снята киноверсия романа, а снявшийся в фильме Рудольф Валентино прочно вошёл как один из величайших «любовников» в немом кино. К 1923 году роман насчитывал более сотни изданий. Хотя произведение Халл не было первым в жанре пустынной романтики: в нём уже писали Роберт Хиченс и Кэтлин Родос, однако роман Халл оказался наиболее успешным и оказал наибольшее влияние на более поздних писателей.
Халл продолжала писать вплоть до 1930-х годов. Её роман Сыновья шейха, опубликованный в 1925 году, также имел огромный успех, как впрочем и экранизация под названием Сын шейха, в которой снова снялся Валентино.
На склоне лет писательница выражала сожаление о том, что продала права на экранизацию её романов за слишком малую сумму.

## Сочинения

### Сага о Шейхе
1. Шейх, 1919
2. Сыновья Шейха, 1925

### Прочие романы
- Тень Востока, 1921
- Целительница Пустыни, 1923
- Лев-Укротитель, 1928
- Пленница Сахары, 1931
- Лес ужасающих вещей, 1939 (название в США: Пленник джунглей)

### Мемуары
- Поход в Сахару, 1926 (с фотографиями дочери Сесиль)